# Церінгени
Це́рінгени (нім. Zähringer) — старовинний німецький рід із Швабії, представники якого були герцогами Каринтії й маркграфами Верони (1061—1077), герцогами Швабії (1092—1097), герцогами Церінгенськими (1097—1218), намісниками (ректорами) й герцогами Бургундії (1127—1218) й герцогами Текськими (1187—1432), а також правителями (з 1112 маркграфами, з 1803 року курфюрстами, з 1806 великими герцогами) Бадена (до 1918).

## Возвеличення Церінгенів
Церінгени приписували собі походження від швабського герцога Ерхангера, якого було страчено 917 королем Конрадом I, а також від Гунтрама Багатого (помер після 973), графа у Брайсгау, нібито спільного пращура як Церінгенів, так і Габсбургів.
Першим достовірно відомим представником роду вважається Бертольд (Бецелін) (помер 15 липня 1024), граф Ортенау. Засновником могутності Церінгенів був його син граф Бертольд I Бородатий, що пред'явив, після смерті імператора Генріха III, претензії на обіцяне йому буцімто Генріхом швабське герцогство. Вдова Генріха, імператриця Агнеса, віддала цей лен Рудольфу Швабському й зробила Бертольда натомість герцогом Каринтії й маркграфом Верони (1061). Однак Бертольд не зміг закріпитись в Каринтії і перейшов на бік ворогів франконського дому, підтримавши кандидатуру на німецький престол герцога Рудольфа Швабського. За це його було позбавлено Генріхом IV каринтійського й веронського ленів (1072, остаточно 1077 року).
Зі смертю Бертольда I у 1078 році рід Церінгенів розділився на дві лінії: баденську, що збереглась до сьогодення, й церінгенську, дві гілки якої згасли у чоловічому поколінні 1218 й 1439. Старший син Бертольда, Герман I Святий (помер 25 квітня 1074), який носив титул маркграфа веронського, придбав через шлюб баденські володіння. Його син Герман II (помер 7 жовтня 1130) з 1112 йменувався маркграфом Бадена. Нащадки Германа II правили Баденом до 1918 року.
Молодший син Бертольда I, Бертольд II, що успадкував землі у Брайсгау, спочатку продовжував ворожу політику по відношенню до франконського дому. Він одружився 1079 року із дочкою антикороля Рудольфа, герцога Швабії, й після його смерті (1080) і його сина Бертольда I Рейнфельденського (1090) проголосив себе герцогом Швабії (1092). Тим самим він вступив у конфлікт з Фрідріхом I Гогенштауфеном, герцогом Швабії з 1079 й відданим прибічником Генріха IV. Конфлікт Церінгенів з Гогенштауфенами тривав, то розпалюючись, то затухаючи, ще майже сто років.

## Герцоги Церінгенські

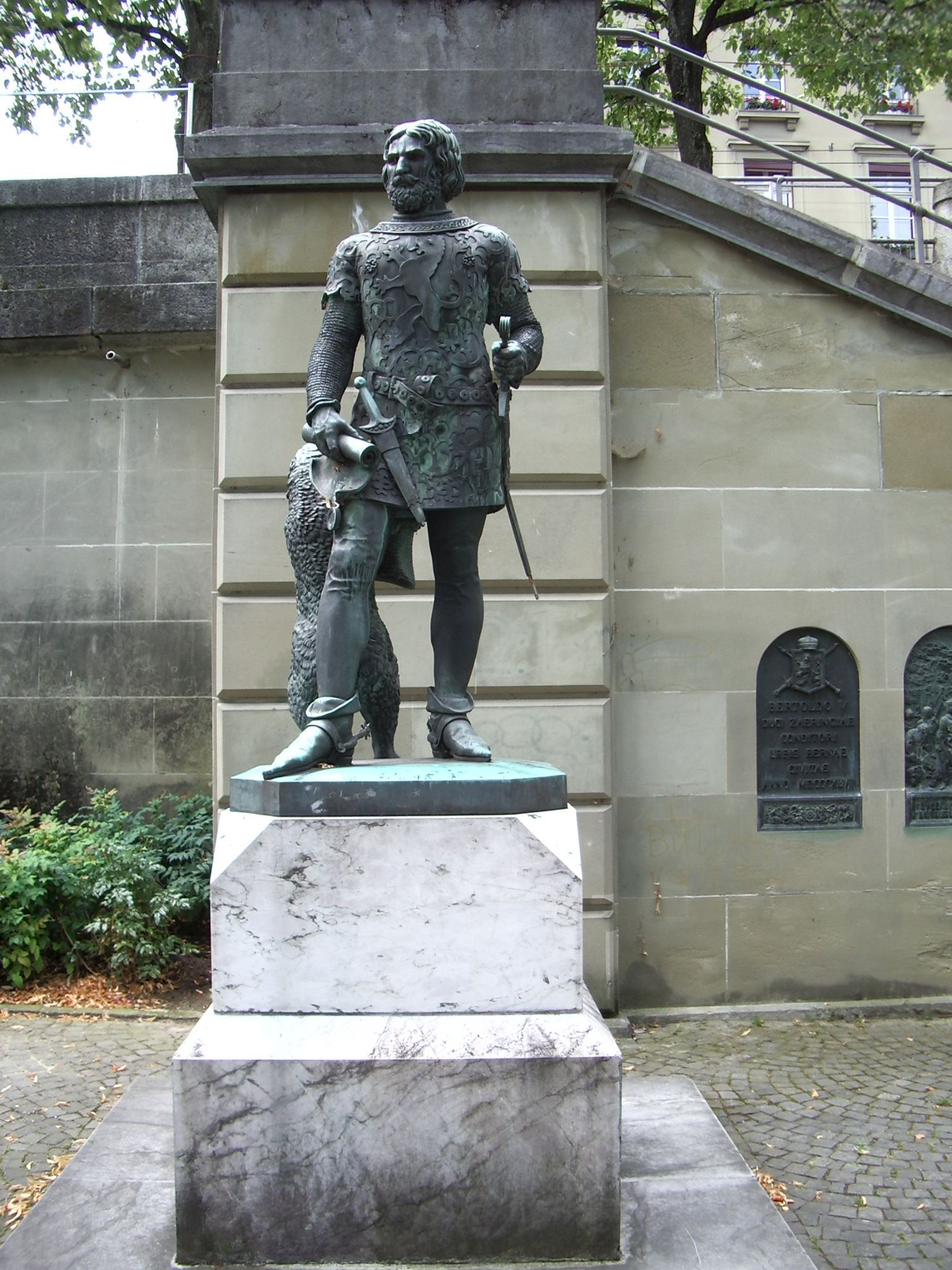
Бернський фонтан Церінгенів із статуєю Бертольда V

У 1097 році Бертольд II примирився з імператором: він відмовився від претензій на швабське герцогство, зберігши герцогський титул й володіння у Брайсгау; крім того Генріх IV дав йому звання імперського фохта у Тургау й Цюриху, а незабаром фохтська влада Церінгенів розповсюдилась на всю східну Бургундію (нинішня Швейцарія). За назвою своєї резиденції Бертольд II став йменуватись герцогом Церінгеном. Нове герцогство, хоча й виділене зі складу Швабії, не визнавалось сучасниками рівнозначним старим племінним герцогствам. Оттон Фрейзинзький писав, що Церінгени не мають справжнього герцогства й володіють лише пустим титулом, хоча в інших відношеннях не поступаються найвпливовішим родам Німеччини .
Бертольду II спадкував його син Бертольд III (герцог Церінген у 1111—1123 роках), що зберігав відданість імператору Генріху V. Його брат і наступник, Конрад (герцог Церінген у 1123—1152 роках) встав на бік короля Лотаря та Вельфів у боротьбі проти Гогенштауфенів. За це Конрад отримав від короля Верхню Бургундію (надалі Франш-Конте) і став йменуватись намісником (ректором) і герцогом Бургундії (1127); але Бургундію довелось відвойовувати у місцевих князів, а родові землі Церінгенів у Брайсгау підверглись нападу з боку Штауфенів.
Бертольд IV (герцог Церінген у 1152—1186 роках) примирився з Фрідріхом Барбароссою, взяв участь в італійських походах імператора й отримав від нього імперський бургундський лен (1152) і фогтство у Женеві, Лозанні та Сьйоні (1156). Конфлікт з Фрідріхом Барбароссою, що був потім, завершився їхнім примиренням у 1166 році. Пізніше Бертольд IV консолідував володіння Церінгенів, заснував численні міста й надбав фогтство у Цюриху (1173).
Після смерті Бертольда IV його землі було розділено між сином, Бертольдом V, і братом, Адальбертом (помер після 1195), що з 1187 носив титул герцога Текського.
Бертольд V Багатий (герцог Церінген у 1186—1218 роках) значно укріпив владу Церінгенів у Бургундії. Він назбирав величезний статок. Своєю кандидатурою на імперський престол після смерті Генріха VI Бертольд V поступився Філіпу Швабському за 11000 марок сріблом. Він почав перебудову знаменитого фрайбурзького собору, заснованого його дідом Конрадом, щоб створити усипальницю для свого роду, але собор так і лишився недобудованим, коли Бертольд V помер, не лишивши нащадків чоловічої статі. Бургундські імперські лени перейшли до імператора (при цьому Цюрих і Берн стали вільними імперськими містами), а володіння у Брайсгау, Швабії, Шварцвальді та Швейцарії — за жіночою лінією — до графів Урах й Кібург. Володіння графів Кібург були у 2-й половині XIII століття успадковані Габсбургами.

## Герцоги Текські
Рід герцогів Текських розділився наприкінці XIII століття на лінії Обернсдорф та Овен. Перша з них дуже збідніла й припинилась 1363 року. Фрідріх IV (помер 1390) з лінії Овен придбав Міндельхайм (1365) і продав Обернсдорф графам Хоенбергу (1374), а Тек — графам Вюртембергу (1381). Рід припинився зі смертю синів Фрідріха IV: Ульріха (помер 7 березня 1432), останнього герцога Текського, і Людвіга (помер 19 серпня 1439), патріарха Аквилеї.

## Баденський дім
З середини XII до початку XVI століття баденські володіння Церінгенів були розділені між старшою лінією (власне Баденською) та молодшою (Хахберзькою). Маркграфи Хахберзькі спочатку (від Генріха I) слідували союзу з Гогенштауфенами, потім були в значній мірі споріднені з французами й перебували на службі у Бургундського дому. Ядром їхніх володінь було князівство Невшательське, успадковане надалі Орлеанським домом.

Резиденція маркграфів Баден-Баденських у Раштатті

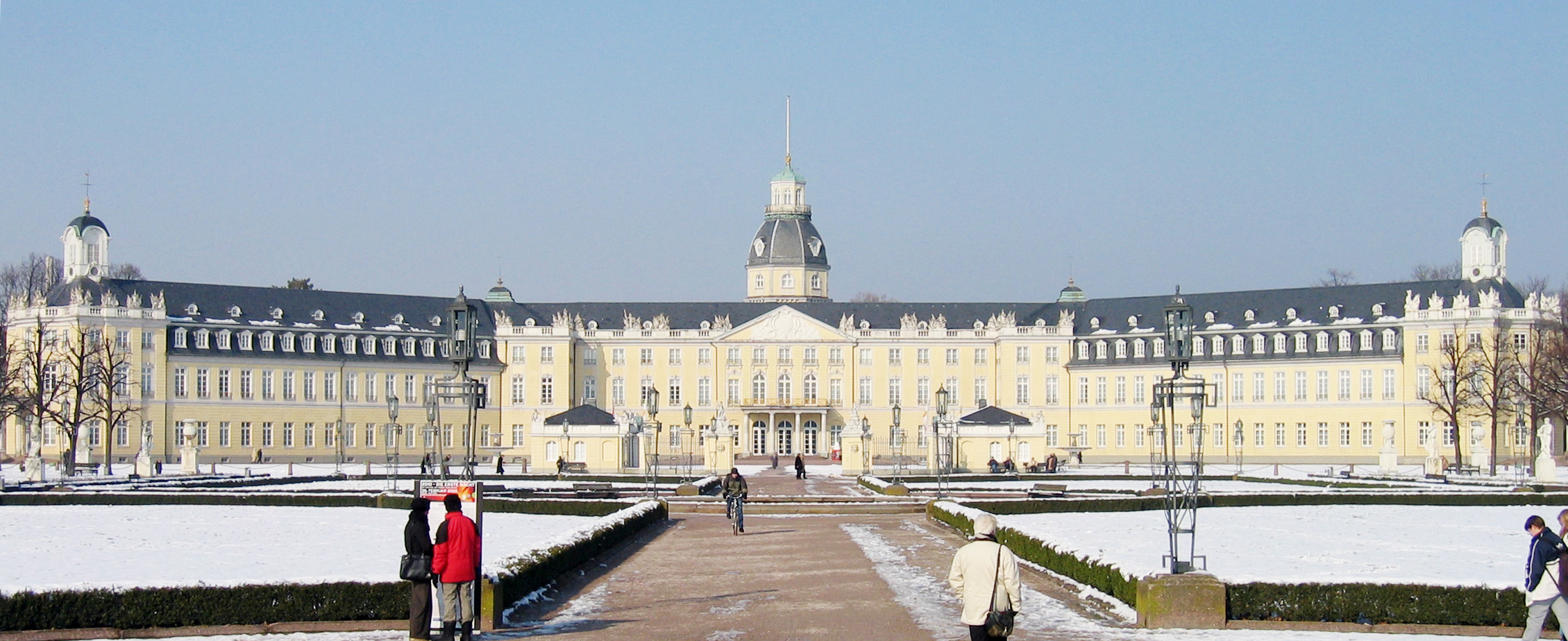
Резиденція маркграфів Баден-Дурлахських у Карлсруе

Глава старшої лінії, маркграф Кристоф I (1453—1527), розділив 1515 року свої володіння між синами Бернардом IV (Баден-Баден), Філіпом (Баден-Спонгейм) та Ернстом (Баден-Дурлах). У Філіпа не було спадкоємців чоловічої статі, а «бернардинська» лінія Церінгенів (нащадки Бернарда IV) згасла у 1771 році. Найближчим родичем останнього маркграфа Баден-Бадена був герцог Орлеанський, але за сімейною угодою всі володіння Церінгенів успадкував глава «ернестинської» лінії — маркграф Баден-Дурлаха, Карл Фрідріх Баденський (1728—1811).
У період Наполеонівських війн завдяки лояльності Наполеону маркграф Баденський підвищив свій титул до курфюрста (1803) й великого герцога Баденського (1806). Свого онука й наступника він одружив зі Стефанією Богарне — худорідною французькою дворянкою, що доводилась троюрідною сестрою принцу Євгенію. Цей, на перший погляд, нерівнорідний шлюб було досить неоднозначно сприйнято при європейських дворах, бо ж баденські принцеси (онучки курфюрста) до цього стали королевами-консортами Баварії й Швеції, а Луїза Марія Августа — російською імператрицею.
У Стефанії Богарне і великого герцога Карла не було нащадків чоловічої статі (хоч чутки й називають її сином загадкового Каспара Хаузера), а було три дочки — за шведським кронпринцом Густавом (сином дядька, якого було скинуто), князем Антоном Гогенцоллерн-Зигмарінгеном (батьком першого румунського короля) й 11-м герцогом Гамільтоном (бабуся князя Монако, Луї II). Баденський престол по черзі займали два молодших сина курфюрста Карла Фрідріха та їхнє потомство. З падінням Німецької імперії (1918) баденські монархи втратили корону.
Сучасні представники роду займають не блискучі резиденції пращурів у Карлсруе й Раштатті, а секуляризоване Залемське абатство. Нинішній глава Баденського дому, Макс фон Баден (народився 1933), — близький родич грецького й британського монархів. Його дружина походить з тосканської гілки дому Габсбургів-Лотаринзьких.
|                                                              |  |                                                                                           |  |                                                              |
| Генріх Ліль. Портрет Георга Августа Баден-Баденського (1760) |  | Володимир Боровиковський. Портрет імператриці Єлизавети Олексіївни (ур. Луїзи Баденської) |  | Ганс Бальдунг. Портрет маркграфа Кристофа Баденського (1515) |

## Міста, засновані Церінгенами
Церінгенами було засновано багато монастирів, сіл та міст, розташованих у теперішніх Німеччині (Баден — Вюртемберг) і Швейцарії, серед них Фрайбург у Брайсгау (1120) та Берн (1191). Геральдичний орел Церінгенів прикрашає герб швейцарського міста Невшатель, яким молодші Церінгени володіли у XV—XVI століттях.